# 外高加索铁路
外高加索铁路是沙俄时期在外高加索地区建设的第一条铁路。把里海与黑海联系起来，把巴库石油运到巴统出口欧洲。

## 历史

### 沙俄时期 (1865-1917)

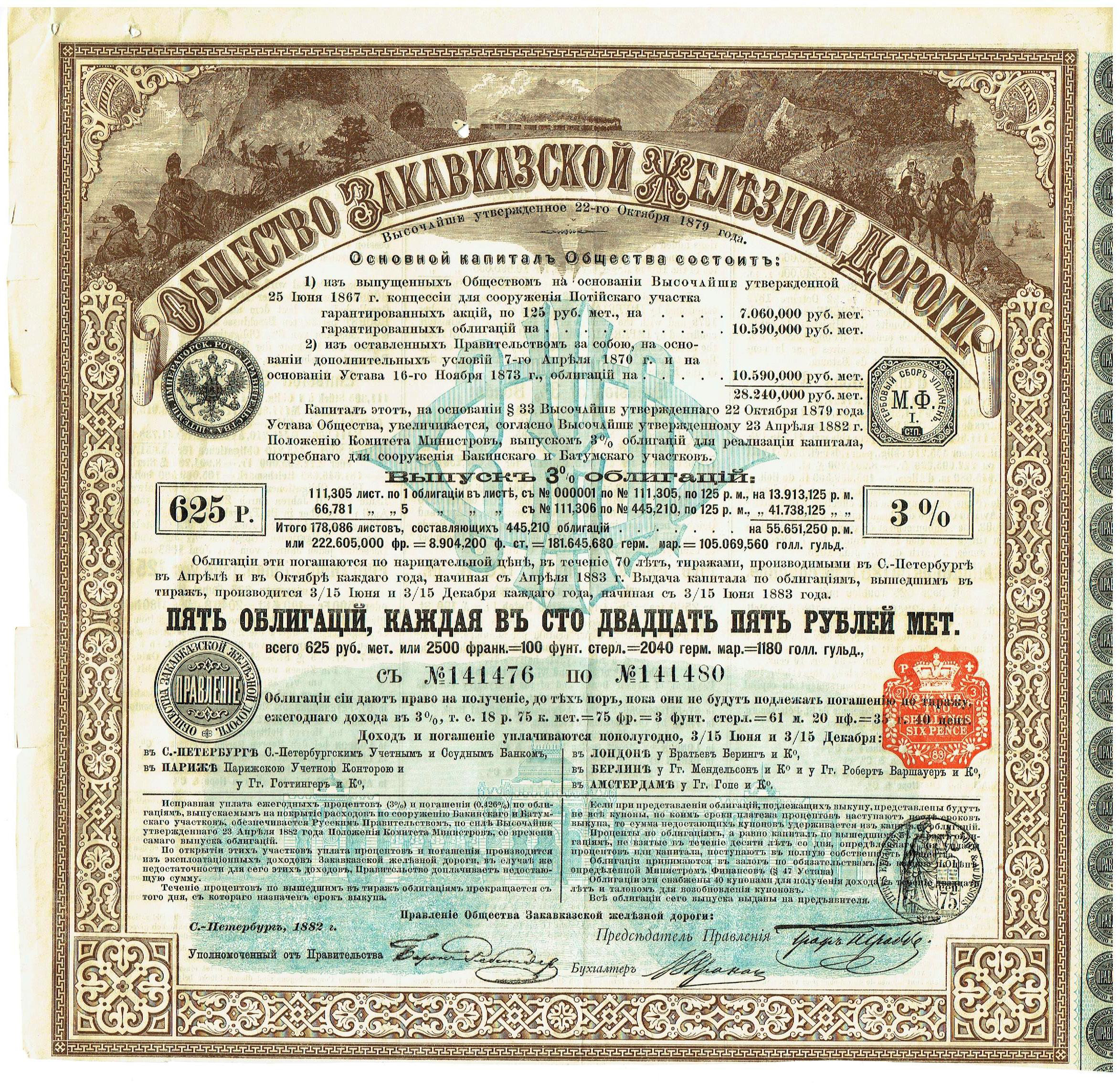
5 bonds of 外高加索铁路公司, 1882年4月23日发行

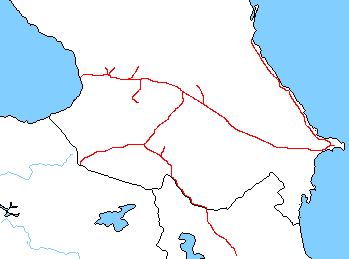
1916年的路网

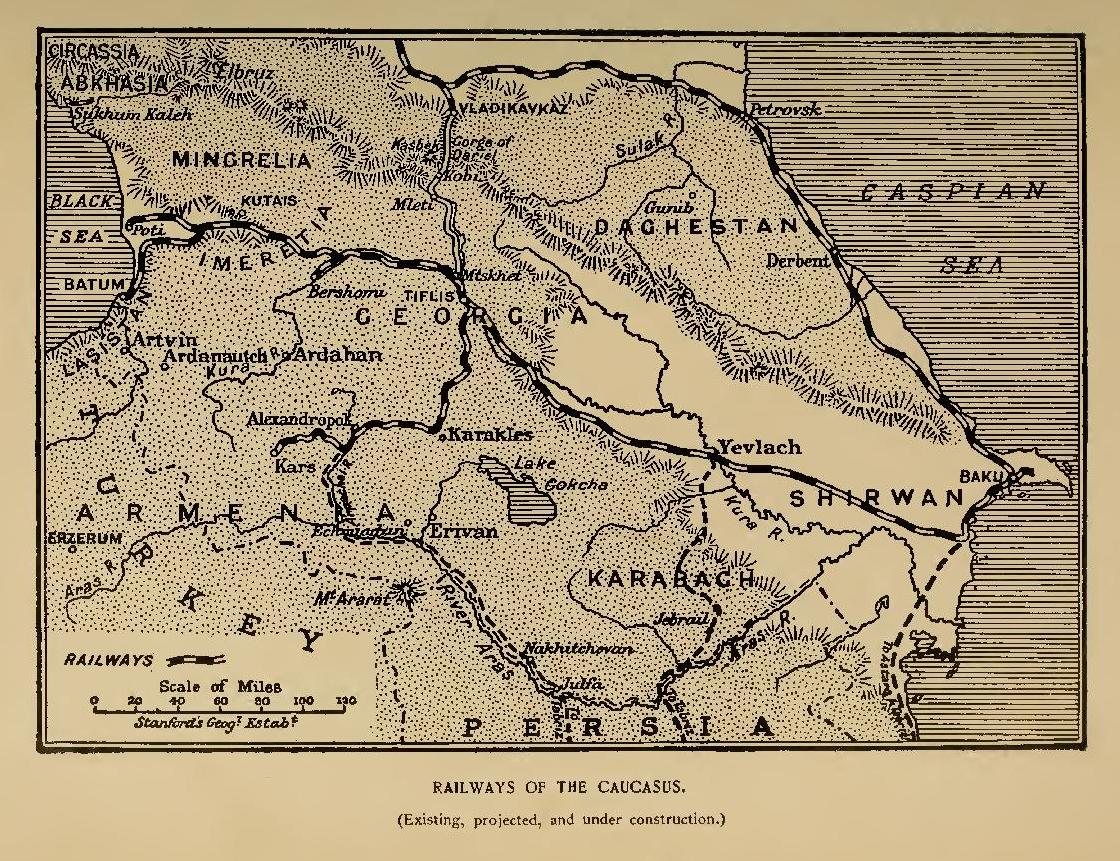
1902年的路网

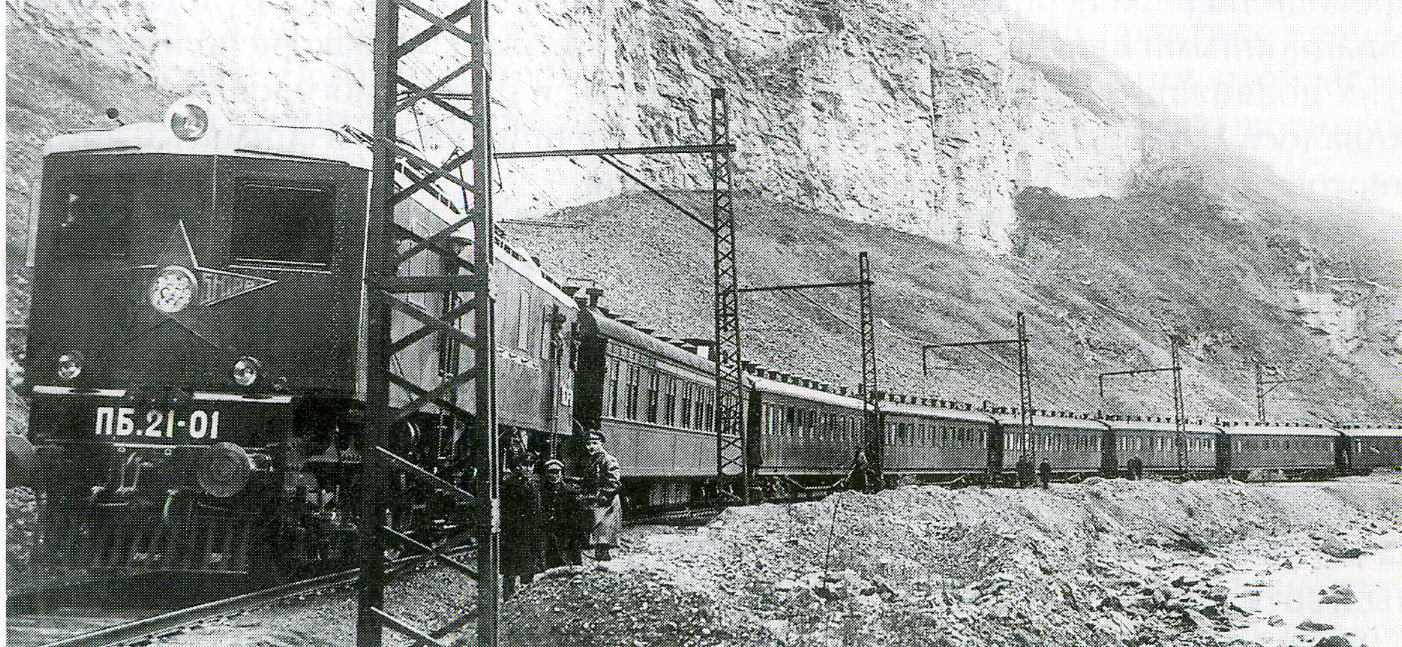
1934年在哥里运行的PB21型电力机车牵引列车

1865年从格鲁吉亚黑海港口波蒂开始修建铁路。1871年修到泽斯塔波尼；1872年修到第比利斯。 1877年建成从Brotseula到库塔伊西的支线铁路。
俄土战争 (1877年-1878年)通过卡爾斯戰役夺取了大片领土。1883年通车到巴库。1887年建设到特基布利的支线. 1894年建设哈舒里到博尔若米的支线铁路。1899年建设从第比利斯到战略城镇卡爾斯的铁路。
1900年，巴库到马哈齐卡拉铁路完成，使得外高加索铁路接入了俄罗斯铁路网。1902年建设了从博尔若米到滑雪胜地巴库里阿尼的窄轨铁路。1913年，铁路从卡爾斯修到萨勒卡默什，当时的俄土国界。
1914年第一次世界大战爆发后，俄军通过埃尔祖鲁姆进攻战役，攻占了埃尔祖鲁姆。1916年紧急修建了从萨勒卡默什到埃尔祖鲁姆的750毫米窄轨铁路。 

### 苏俄内战 (1918-1922)
十月革命后，朱利法到大不里士的147km铁路归伊朗所有。1919年土耳其獨立戰爭，土军在东线战胜亚美尼亚民主共和国，1920年12月2日签订的亚历山德罗波尔条约划定了国界，404km的外高加索铁路归属土耳其。 

### 苏联时期 (1922-1991)
1924年开始从巴库向南经阿利亚特、阿里·拜拉姆雷到港口城镇涅夫捷恰拉。1927年，土耳其國家鐵路获取了从国境站Akyaka到埃尔祖鲁姆的铁路。
1925年修建了从久姆里到纺织工业城镇马拉利克的支线铁路。1930年建设了沿黑海海岸的从塞纳基到俄罗斯阿德列爾的干线铁路。其中1930年修到加利；1938年修到苏呼米，1949年修到阿德列爾。
1935年建设了从库塔伊西到茨卡爾圖博。1940年建设了从哥里到茨欣瓦利的支线。 1940年建设了特克瓦爾切利支线。
1941年开始修建阿里·拜拉姆雷到朱利法铁路与从萨利亚内到伊朗国境的阿斯塔拉。
六十年代建设了到巴统的铁路。
苏联时期，外高加索设有两个铁路局：
- 阿塞拜疆铁路局
- 外高加索铁路局（管辖格鲁吉亚与亚美尼亚铁路）

### 苏联解体后 (1991)
苏联解体后，铁路归独立后的各国所有。
2008-2014年间，翻新了第比利斯-巴库铁路，并在第比利斯与土耳其的卡爾斯之间新建不经过亚美尼亚的铁路，这就是巴庫－第比利斯－卡爾斯鐵路，2017年10月30日通车。 